# 狭荚黄耆
狭荚黄耆（学名：Astragalus stenoceras）是豆科黄芪属的植物。分布于哈萨克斯坦、西伯利亚以及中国大陆的甘肃、新疆等地，生长于海拔900米至2,600米的地区，多生于山谷或草原牧场，目前尚未由人工引种栽培。

## 异名
- Astragalus stenoceras C. A. Mey. var. longidentatus S. B. Ho